# Абуков, Алексей Хуршудович
Алексей Хуршудович Абуков (1919—2003) — советский хозяйственный, государственный и политический деятель. Заслуженный работник культуры РСФСР (1970).

## Биография
Родился в 1919 году в селе Мерхеул (ныне — Гулрыпшский район Абхазии).
Член ВКП(б)/КПСС. Участник Великой Отечественной войны.
Выпускник Государственного института физической культуры.
С 1953 года — на хозяйственной, общественной и политической работе. В 1953—1999 гг. — спортивный организатор, председатель президиума Российского республиканского Совета добровольного физкультурно-спортивного ордена Ленина общества «Спартак», председатель Центрального Совета по туризму и экскурсиям, почётный председатель, советник председателя Российского совета Российского физкультурно-спортивного общества «Спартак».
За архитектуру гостиничного комплекса «Измайлово» в Москве в состав коллектива был удостоен Государственной премии СССР в области литературы, искусства и архитектуры 1982 года.
Умер в Москве в 2003 году.

## Награды
- Орден «Знак Почёта» (27.04.1957) — «за успехи, достигнутые в деле развития массового физкультурного движения в стране, повышения мастерства советских спортсменов, и успешное выступление на международных соревнованиях»